# Korrö naturreservat
Korrö är ett naturreservat i Linneryds socken i Tingsryds kommun i Småland (Kronobergs län). Det är beläget vid sjön Virens utlopp i Ronnebyån.
Reservatet är skyddat sedan 1970 och omfattar 42 hektar. Det består av slåtterängar och odlingslandskap. Det ansluter till byn Korrö. I reservatet förekommer blommorna Natt och dag och backsippa.